# James Nash
James Nash (ur. 16 grudnia 1985 w Milton Keynes) – brytyjski kierowca wyścigowy. Obecnie jeździ w zespole Bamboo Engineering w serii World Touring Car Championship.

## Wyniki
| Legenda oznaczeń w tabelach wyników Wyświetl szablon na nowej stronie | Legenda oznaczeń w tabelach wyników Wyświetl szablon na nowej stronie                                                                     |
| Oznaczenie                                                            | Wyjaśnienie |
| --------------------------------------------------------------------- | --- |
| Złoty                                                                 | Zwycięzca lub mistrzostwo |
| Srebrny                                                               | 2. miejsce lub wicemistrzostwo |
| Brązowy                                                               | 3. miejsce lub II wicemistrzostwo |
| Zielony                                                               | Ukończył, punktował (w klasyfikacji generalnej, gdy zdobył co najmniej jeden punkt na przestrzeni sezonu, poza trzema powyższymi opcjami) |
| Niebieski                                                             | Ukończył, nie punktował (w klasyfikacji generalnej, gdy nie zdobył co najmniej jednego punktu na przestrzeni sezonu)                      |
| Czerwony                                                              | Nie zakwalifikował się (NZ) |
| Czerwony                                                              | Nie prekwalifikował się (NPK) |
| Różowy                                                                | Nie ukończył (NU) |
| Różowy                                                                | Niesklasyfikowany (NS) (w klasyfikacji generalnej, gdy nie został sklasyfikowany w żadnym wyścigu sezonu)                                 |
| Czarny                                                                | Zdyskwalifikowany (DK) |
| Czarny                                                                | Wykluczony (WYK/EX) |
| Biały                                                                 | Nie wystartował (NW) |
| Biały                                                                 | Kontuzjowany (K/INJ) |
| Biały                                                                 | Wyścig odwołany (OD/C) |
| Bez koloru                                                            | Został wycofany (WYC/WD) |
| Bez koloru                                                            | Nie przybył (NP/DNA) |
| Bez koloru                                                            | Nie brał udziału w treningach (NT/DNP) |
| Bez koloru                                                            | Nie został zgłoszony (–) |
| Pogrubienie                                                           | Start z pole position |
| Kursywa                                                               | Najszybsze okrążenie wyścigu |
| †                                                                     | Nie ukończył, ale jego rezultat został zaliczony ze względu na przejechanie więcej niż 90% dystansu wyścigu.                              |
| *                                                                     | Sezon w trakcie |
| 1/2/3                                                                 | Punktowana pozycja w sprincie kwalifikacyjnym                                                                                             |
| Lista systemów punktacji Formuły 1                                    | |

### BTCC
| Sezon | Zespół                              | Samochód          | Wyniki w poszczególnych wyścigach | Wyniki w poszczególnych wyścigach | Wyniki w poszczególnych wyścigach | Wyniki w poszczególnych wyścigach | Wyniki w poszczególnych wyścigach | Wyniki w poszczególnych wyścigach | Wyniki w poszczególnych wyścigach | Wyniki w poszczególnych wyścigach | Wyniki w poszczególnych wyścigach | Wyniki w poszczególnych wyścigach | Wyniki w poszczególnych wyścigach | Wyniki w poszczególnych wyścigach | Wyniki w poszczególnych wyścigach | Wyniki w poszczególnych wyścigach | Wyniki w poszczególnych wyścigach | Wyniki w poszczególnych wyścigach | Wyniki w poszczególnych wyścigach | Wyniki w poszczególnych wyścigach | Wyniki w poszczególnych wyścigach | Wyniki w poszczególnych wyścigach | Wyniki w poszczególnych wyścigach | Wyniki w poszczególnych wyścigach | Wyniki w poszczególnych wyścigach | Wyniki w poszczególnych wyścigach | Wyniki w poszczególnych wyścigach | Wyniki w poszczególnych wyścigach | Wyniki w poszczególnych wyścigach | Wyniki w poszczególnych wyścigach | Wyniki w poszczególnych wyścigach | Wyniki w poszczególnych wyścigach | Pozycja | Punkty |
| 2009  | RML                                 | Chevrolet Lacetti | BRH                               | BRH                               | BRH                               | THR                               | THR                               | THR                               | DON                               | DON                               | DON                               | OUL                               | OUL                               | OUL                               | CRO                               | CRO                               | CRO                               | SNE                               | SNE                               | SNE                               | KNO                               | KNO                               | KNO                               | SIL                               | SIL                               | SIL                               | ROC                               | ROC                               | ROC                               | BRH                               | BRH                               | BRH                               | 15      | 24     |
| ----- | ----------------------------------- | ----------------- | --------------------------------- | --------------------------------- | --------------------------------- | --------------------------------- | --------------------------------- | --------------------------------- | --------------------------------- | --------------------------------- | --------------------------------- | --------------------------------- | --------------------------------- | --------------------------------- | --------------------------------- | --------------------------------- | --------------------------------- | --------------------------------- | --------------------------------- | --------------------------------- | --------------------------------- | --------------------------------- | --------------------------------- | --------------------------------- | --------------------------------- | --------------------------------- | --------------------------------- | --------------------------------- | --------------------------------- | --------------------------------- | --------------------------------- | --------------------------------- | ------- | ------ |
| 2009  | RML                                 | Chevrolet Lacetti |                                   |                                   |                                   |                                   |                                   |                                   |                                   |                                   |                                   | 11                                | NU                                | 17                                | 13                                | 15                                | NU                                | NS                                | 8                                 | DK                                |                                   |                                   |                                   | 3                                 | NU                                | 8                                 | 8                                 | 7                                 | NU                                |                                   |                                   |                                   | 15      | 24     |
| 2010  | Uniq Racing with Triple Eight       | Vauxhall Vectra   | THR                               | THR                               | THR                               | ROC                               | ROC                               | ROC                               | BRH                               | BRH                               | BRH                               | OUL                               | OUL                               | OUL                               | CRO                               | CRO                               | CRO                               | SNE                               | SNE                               | SNE                               | SIL                               | SIL                               | SIL                               | KNO                               | KNO                               | KNO                               | DON                               | DON                               | DON                               | BRH                               | BRH                               | BRH                               | 12      | 52     |
| 2010  | Uniq Racing with Triple Eight       | Vauxhall Vectra   |                                   |                                   |                                   | NU                                | 10                                | 8                                 | NU                                | 10                                | 7                                 | 9                                 | 7                                 | 3                                 | 6                                 | 13                                | 11                                | 5                                 | 10                                | NU                                | 11                                | 11                                | 8                                 | NU                                | 11                                | 11                                | 17                                | 10                                | 10                                | 8                                 | 9                                 | 7                                 | 12      | 52     |
| 2011  | 888 Racing with Collins Contractors | Vauxhall Vectra   | BRH                               | BRH                               | BRH                               | DON                               | DON                               | DON                               | THR                               | THR                               | THR                               | OUL                               | OUL                               | OUL                               | CRO                               | CRO                               | CRO                               | SNE                               | SNE                               | SNE                               | KNO                               | KNO                               | KNO                               | ROC                               | ROC                               | ROC                               | BRH                               | BRH                               | BRH                               | SIL                               | SIL                               | SIL                               | 5       | 191    |
| 2011  | 888 Racing with Collins Contractors | Vauxhall Vectra   | 2                                 | 4                                 | 6                                 | 3                                 | 2                                 | 3                                 | 8                                 | 6                                 | 4                                 | 4                                 | 2                                 | 13                                | 8                                 | 11                                | 5                                 | 5                                 | 2                                 | 6                                 | 6                                 | 8                                 | 15                                | 9                                 | 6                                 | 1                                 | 4                                 | 6                                 | 3                                 | 3                                 | 15                                | 17                                | 5       | 191    |

### WTCC
| Sezon | Zespół             | Samochód             | Wyniki w poszczególnych wyścigach | Wyniki w poszczególnych wyścigach | Wyniki w poszczególnych wyścigach | Wyniki w poszczególnych wyścigach | Wyniki w poszczególnych wyścigach | Wyniki w poszczególnych wyścigach | Wyniki w poszczególnych wyścigach | Wyniki w poszczególnych wyścigach | Wyniki w poszczególnych wyścigach | Wyniki w poszczególnych wyścigach | Wyniki w poszczególnych wyścigach | Wyniki w poszczególnych wyścigach | Wyniki w poszczególnych wyścigach | Wyniki w poszczególnych wyścigach | Wyniki w poszczególnych wyścigach | Wyniki w poszczególnych wyścigach | Wyniki w poszczególnych wyścigach | Wyniki w poszczególnych wyścigach | Wyniki w poszczególnych wyścigach | Wyniki w poszczególnych wyścigach | Wyniki w poszczególnych wyścigach | Wyniki w poszczególnych wyścigach | Wyniki w poszczególnych wyścigach | Wyniki w poszczególnych wyścigach | Pozycja | Punkty |
| 2012  | Team Aon           | Ford Focus S2000 TC  | ITA                               | ITA                               | ESP                               | ESP                               | MAR                               | MAR                               | SVK                               | SVK                               | HUN                               | HUN                               | AUT                               | AUT                               | POR                               | POR                               | BRA                               | BRA                               | USA                               | USA                               | JPN                               | JPN                               | CHN                               | CHN                               | MAC                               | MAC                               | 20      | 12     |
| ----- | ------------------ | -------------------- | --------------------------------- | --------------------------------- | --------------------------------- | --------------------------------- | --------------------------------- | --------------------------------- | --------------------------------- | --------------------------------- | --------------------------------- | --------------------------------- | --------------------------------- | --------------------------------- | --------------------------------- | --------------------------------- | --------------------------------- | --------------------------------- | --------------------------------- | --------------------------------- | --------------------------------- | --------------------------------- | --------------------------------- | --------------------------------- | --------------------------------- | --------------------------------- | ------- | ------ |
| 2012  | Team Aon           | Ford Focus S2000 TC  | 16                                | 13                                | 12                                | NU                                | NU                                | 6                                 | NU                                | NW                                | 11                                | 19                                | 10                                | 10                                | NU                                | NU                                | 14                                | 15                                | 17                                | 17                                | 19                                | 16                                | NU                                | NW                                | 12                                | 12                                | 20      | 12     |
| 2013  | Bamboo Engineering | Chevrolet Cruze 1.6T | ITA                               | ITA                               | MAR                               | MAR                               | SVK                               | SVK                               | HUN                               | HUN                               | AUT                               | AUT                               | RUS                               | RUS                               | POR                               | POR                               | ARG                               | ARG                               | USA                               | USA                               | JPN                               | JPN                               | CHN                               | CHN                               | MAC                               | MAC                               | 3       | 226    |
| 2013  | Bamboo Engineering | Chevrolet Cruze 1.6T | 7                                 | 7                                 | 3                                 | 4                                 | 6                                 | 17                                | 9                                 | 4                                 | 2                                 | 1                                 | 8                                 | 10                                | 11                                | 1                                 | 9                                 | 7                                 | 5                                 | 8                                 | 5                                 | 5                                 | 3                                 | 6                                 | 6                                 | 4                                 | 3       | 226    |